# Miha Korošec
Miha Korošec, slovenski nogometaš, * 11. avgust 1991, Celje.
Korošec je profesionalni nogometaš, ki igra na položaju branilca. Od leta 2020 je član slovenskega kluba Šmarje pri Jelšah. Pred tem je igral za slovenske klube Šampion, Nafta Lendava, Celje in Zavrč. Skupno je v prvi slovenski ligi odigral 110 tekem in dosegel en gol. Bil je tudi član slovenske reprezentance do 16, 17 in 19 let. 